# Via del Corno
Via del Corno è una strada del centro storico di Firenze, posta tra via del Parlagio e via dei Leoni, curvando leggermente in prossimità di quest'ultima.

## Storia
La denominazione conserverebbe memoria della famiglia Del Corno che qui ebbe le proprie case ed era caratterizzata da uno stemma con un cornetto d'argento in campo azzurro. Tuttavia, il fatto che il nome della via si trovi in antico talvolta arricchito nella forma di via del Corno "da' Lioni", sembrerebbe dare ragione alla tesi riportata dallo stradario del 1913, che la ipotizza cosiddetta dalla forma della strada per il "breve tratto o braccio", di modo che non sarebbe stata la famiglia a dare la titolazione alla strada, ma viceversa. Il "corno" sarebbe quindi la forma che ricorderebbe il selciato se osservato dall'imbocco verso palazzo Vecchio. Il riferimento ai "leoni" era invece legato al serraglio di questi animali, emblemi della città di Firenze, che si trovava nella vicina via dei Leoni.
In questa strada, come nella vicina via Vinegia, lavoravano alcuni artigiani per le necessità delle diligenze che avevano come punto di arrivo il vicino palazzo Vecchio. Qui ad esempio si sa che ebbe bottega un maniscalco.
Uno straordinario documento che fotografa la varia umanità che popolava questa via nei primi decenni del Novecento (rappresentativo della vita propria di queste strade secondarie e popolari poste nel cuore della Firenze antica) ci è stato lasciato dallo scrittore Vasco Pratolini (che qui visse da giovane assieme a sua nonna) nel romanzo Cronache di poveri amanti (1947), ambientato negli anni 1925-1926. Dal libro venne tratto l'omonimo film uscito nel 1954, girato in un set che rievoca la via, pur aggiungendovi elementi come il cavalcavia ispirato alla vicina via Vinegia.

## Descrizione
Il tracciato conserva un bel lastricato alla rinfusa, in più zone esaltato dall'assenza di marciapiedi laterali e da un intervento di 'ripulitura' della via promosso dal Comitato per l'estetica cittadina attorno al 1955.

### Edifici
| Immagine | N°   | Nome              | Descrizione |
| -------- | ---- | ----------------- | --- |
|          | 1    | Casa              | L'edificio con ingresso principale in via del Corno 1, a tre piani organizzati su cinque assi, appare nelle misurate linee del prospetto cinquecentesco in un prezioso documento conservato presso l'Archivio di Stato di Firenze e reso noto da Gian Luigi Maffei, redatto nel 1771 in occasione dell'allivellamento dello stesso al signor Antonio Agresti. Le dettagliate piante dei vari piani mostrano l'organizzazione degli spazi interni, con stalle e rimesse organizzate attorno alla corte al piano terreno, le camere e i salotti ai piani superiori, le cucine dislocate su ogni piano a rispondere alle diverse esigenze stagionali. Oggi l'edificio, di grande estensione e con volumi mossi e articolati su via del Parlascio e via Vinegia, si presenta con il fronte principale su via del Corno dal disegno sufficientemente anonimo, assunto a seguito di un completo rifacimento ottocentesco. |
|          | 2    | Casa              | La casa determina la cantonata tra via del Corno, dove è l'ingresso, e via del Parlascio. A quattro piani, nata probabilmente dall'accorpamento di più antiche unità, non presenta segni architettonicamente caratterizzanti: fatta eccezione per la cornice in pietra di modi seicenteschi che segna il portoncino e le brevi listre che segnano i davanzali delle finestre non sembra vi sia niente da annotare. Fu tuttavia questa la casa dove, in un piccolo appartamento ammobiliato all'ultimo piano, il giovane Vasco Pratolini si trasferì con la nonna dopo lo sfratto avuto nel 1926 dalla casa natale di via dei Magazzini 1. Nel 2013 è stata qui posta una lapide a memoria dello scrittore, su iniziativa del Comune di Firenze. |
|          | 3    | Palazzo Stiattesi | Il palazzo, già Stiattesi e poi nel XVI secolo di proprietà dei da Filicaia, sorge su preesistenti murature trecentesche ma prospetta sulla via con un fronte di disegno riconducibile ai primi del Cinquecento. Così Marcello Jacorossi (Palazzi 1972): "Di belle forme architettoniche". Sempre sulla facciata, sopra l'attuale ingresso, è un Cristo fra le rovine del pittore Ugo Fanfani. Si noti, di grande interesse e rarità, la finestra per i bambini con inferriata sporgente ed arrotondata che è sotto la prima finestra al piano nobile. |
|          | 4    | Casa              | Si tratta di una originaria e antica casa a schiera nel tempo soprelevata fino a giungere a cinque piani con i consueti due assi di finestre. Al primo piano, sopra le due finestre, è un pietrino eroso e comunque ancora riconducibile ai possessi del convento della Santissima Annunziata, forse (in ragione di alcune varianti rispetto ai pietrini noti) tra i più antichi rintracciati nel centro storico. |
|          | 5    | Casa              | Un casamento di quattro piani per quattro assi è abbellito al piano terra da un solido portale centinato con cornice in bugne di pietra sporgenti e chiave d'arco leggermente appuntita. Sulla destra, sotto una finestrella con grata, si può apprezzare una buchetta del vino. |
|          | 8    | Casa              | Un altro solido edificio di edilia popolare, ordinato su cinque piani per due assi, presenta un portale centinato decorato da una cornice in pietra; più interessante è all'altezza fra primo e secondo piano la presenza delle cornice in pietra di una finestra tamponata, con un architrave e un colonnino centrale, con elegante capitello ionico, che testimonierebbe l'antica presenza di una bifora, forse da riferire al XVI secolo; non è comunque da escludere, vista la posizione fuori asse, che si tratti di frammenti rimontati da altre posizioni. |
|          | s.n. | Palazzo Mancini   | Di dimensioni contenute ma di eleganti forme, il palazzo risulta costruito inglobando i resti di una torre degli Stiattesi, su commissione della famiglia Mancini che ne fu proprietaria nel corso del Cinquecento, e che già precedentemente era attestata nel quartiere con varie proprietà nella vicina zona poi occupata dalla grande fabbrica dei Filippini in piazza San Firenze. Si propone sulla via con tutta la dignità propria di un palazzo cinquecentesco, seppure variamente rimaneggiato nel corso dei secoli in ragione delle diverse destinazioni d'uso. Alcuni elementi delle murature trecentesche sono stati rimessi in luce durante i restauri che hanno interessato il palazzo negli anni settanta. Sul fianco in via del Corno è una buca per le 'limosine' datata 1722. Subito sopra è un tabernacolo con un bassorilievo in terracotta raffigurante la Madonna protettrice di Firenze dello scultore Giovanni Riccetti, posto in questa edicola cinquecentesca oramai vuota dal Comitato per l'estetica cittadina nell'ambito del progetto di recupero della via attuato nel 1955. |

### Lapidi
Nel 2013, sulla casa in cui abitò da giovane lo scrittore Vasco Pratolini, il Comune ha posto una lapide:
| COMUNE DI FIRENZECONSIGLIO DI QUARTIERE 1 IN QUESTA CASA DELL'ANTICO CENTRO VISSE PER ALCUNI ANNI VASCO PRATOLINI NARRATORE DI STORIE ITALIANE E DI FIRENZE CHE IN VIA DEL CORNO AMBIENTò IL ROMANZO "CRONACHE DI POVERI AMANTI" PATRIMONIO DELLA NOSTRA LETTERATURA IL COMUNE DI FIRENZE NEL CENTENARIO DELLA NASCITA 19 OTTOBRE 2013 |

### Tabernacoli

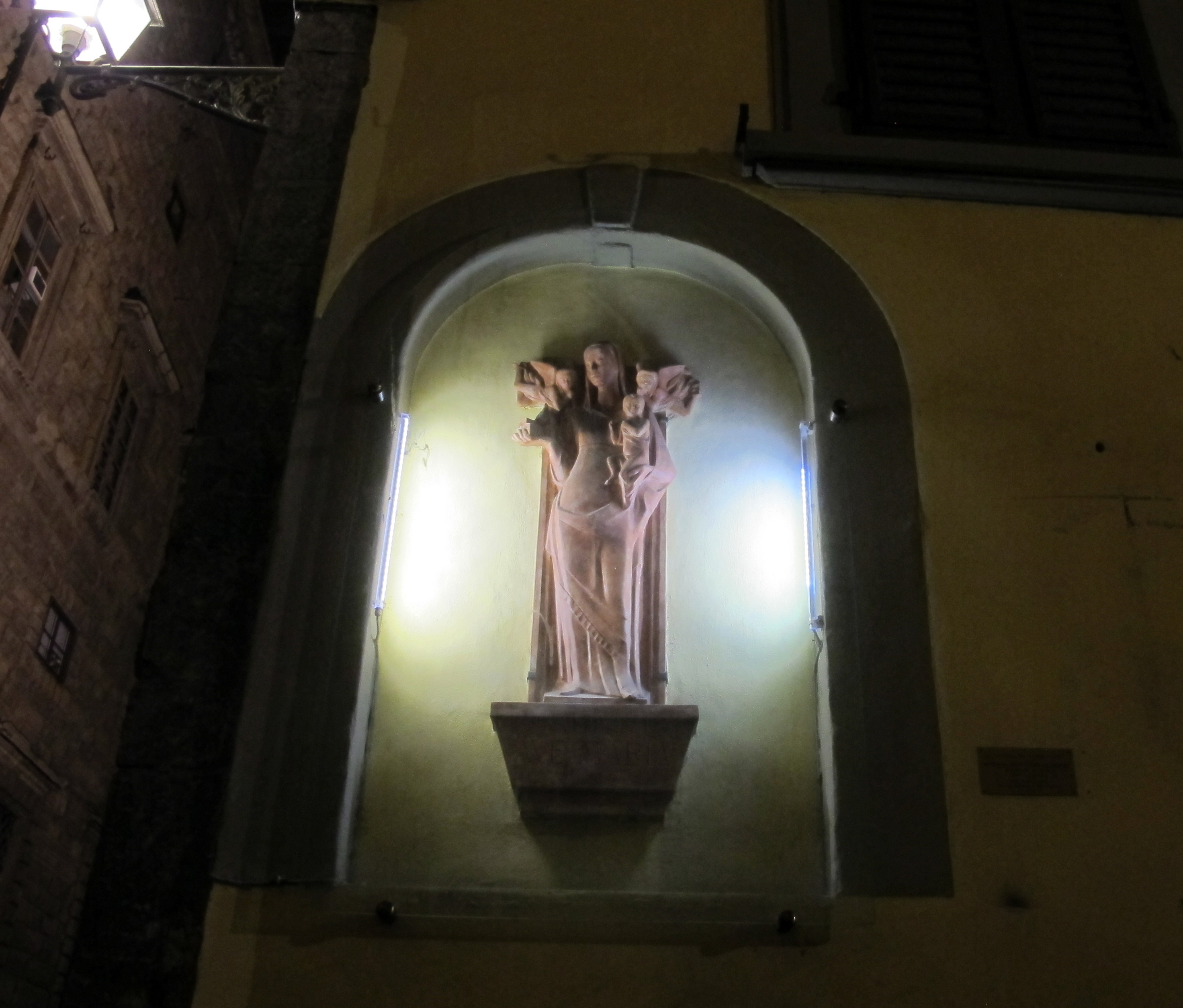
Il tabernacolo della Madonna protettrice di Firenze

Nel 1954-1955 la via fu interessata da lavori di restauro promossimdal Comitato per l'Estetica Cittadina. In quell'occasione vennero rifatti due tabernacoli.
Il primo si trova al n.3 sopra palazzo Stiattesi e rappresenta il Cristo fra le rovine, affrescato di Ugo Fanfani (1954) e dotato di lampada votiva. Si tratta del tema del Cristo sofferente ambientato tra le rovine della città bombardata, oggi poco leggibile per la sporcizia del vetro di protezione.
L'altro si trova sulla fiancata di palazzo Mancini, sull'angolo con via dei Leoni, e presenta il rilievo in terracotta della Madonna protettrice di Firenze di Giovanni Ricetti (1955). Vi è rappresentata una slanciata Madonna in piedi che tiene sollevata su una mano la cupola di Santa Maria del Fiore, come simbolo cittadino, e sull'altro il Bambin Gesù, con due angeli che le volano vicino alla testa. Anche la lettura di quest'opera è penalizzata dal vetro protettivo, peraltro non presente fino al 2011, tuttavia l'aggiunta dell'illuminazione interna lo rende ben visibile almeno di notte.

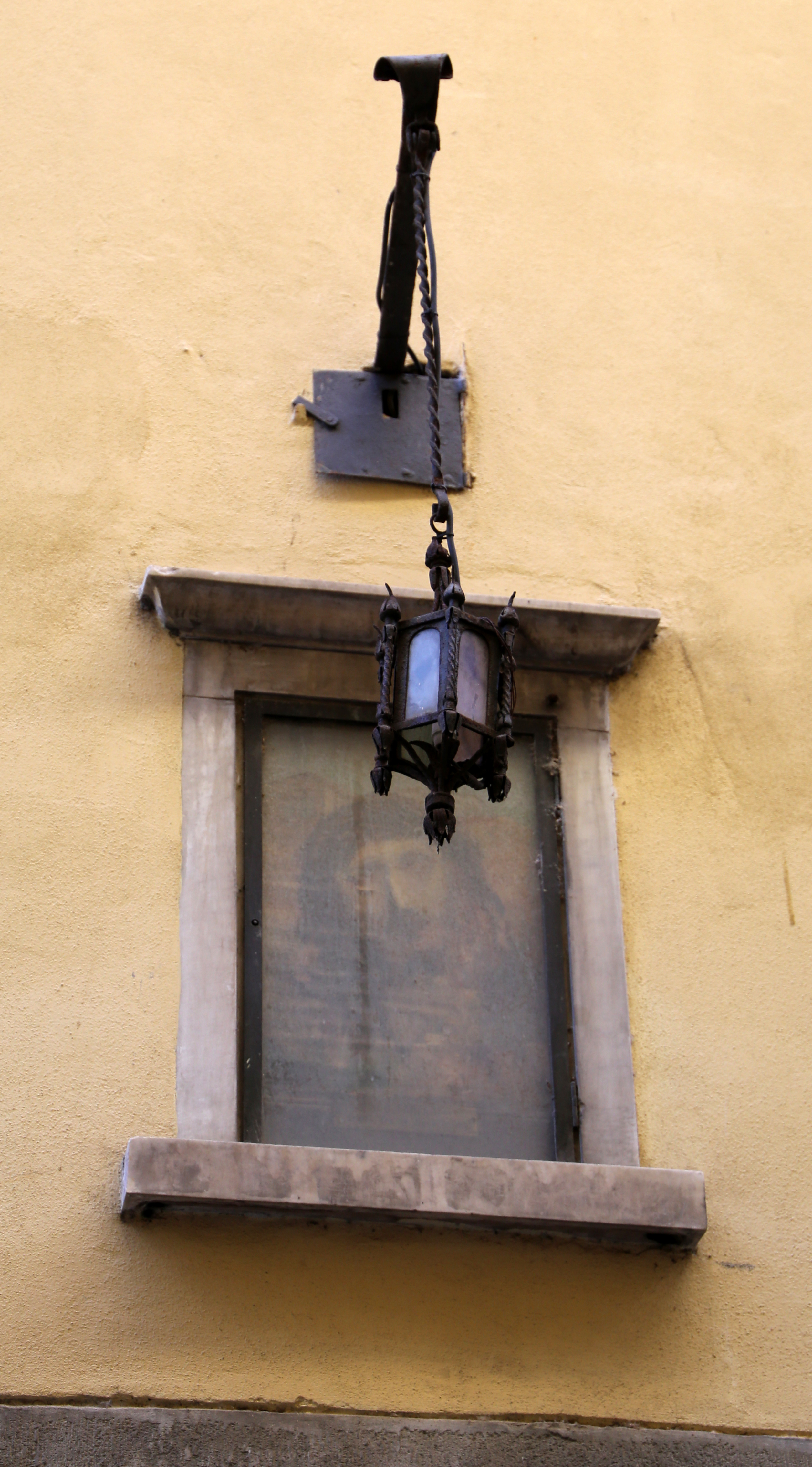
Tabernacolo di palazzo Stiattesi